# Giuseppe Torretto
Giuseppe Torretto o Torretti (1661 en Pagnano - 1743 en Venecia ) fue un escultor italiano de estatuas y joyas grabadas . 

Trabajó principalmente en Venecia y sus estatuas se pueden encontrar en las iglesias de Santa Maria Formosa, Iglesia de Santa Maria Assunta, Santa Maria de Nazaret y San Stae, entre otras. Las paredes laterales de la Capilla Manin en Udine tienen relieves de piedra que muestran escenas de la vida de la Santísima Virgen María . También fundó un estudio notable, que fue mantenido después de su muerte por sus nietos Giuseppe Bernardi y Giovanni Ferrari, entre cuyos estudiantes estuvo Antonio Canova. 

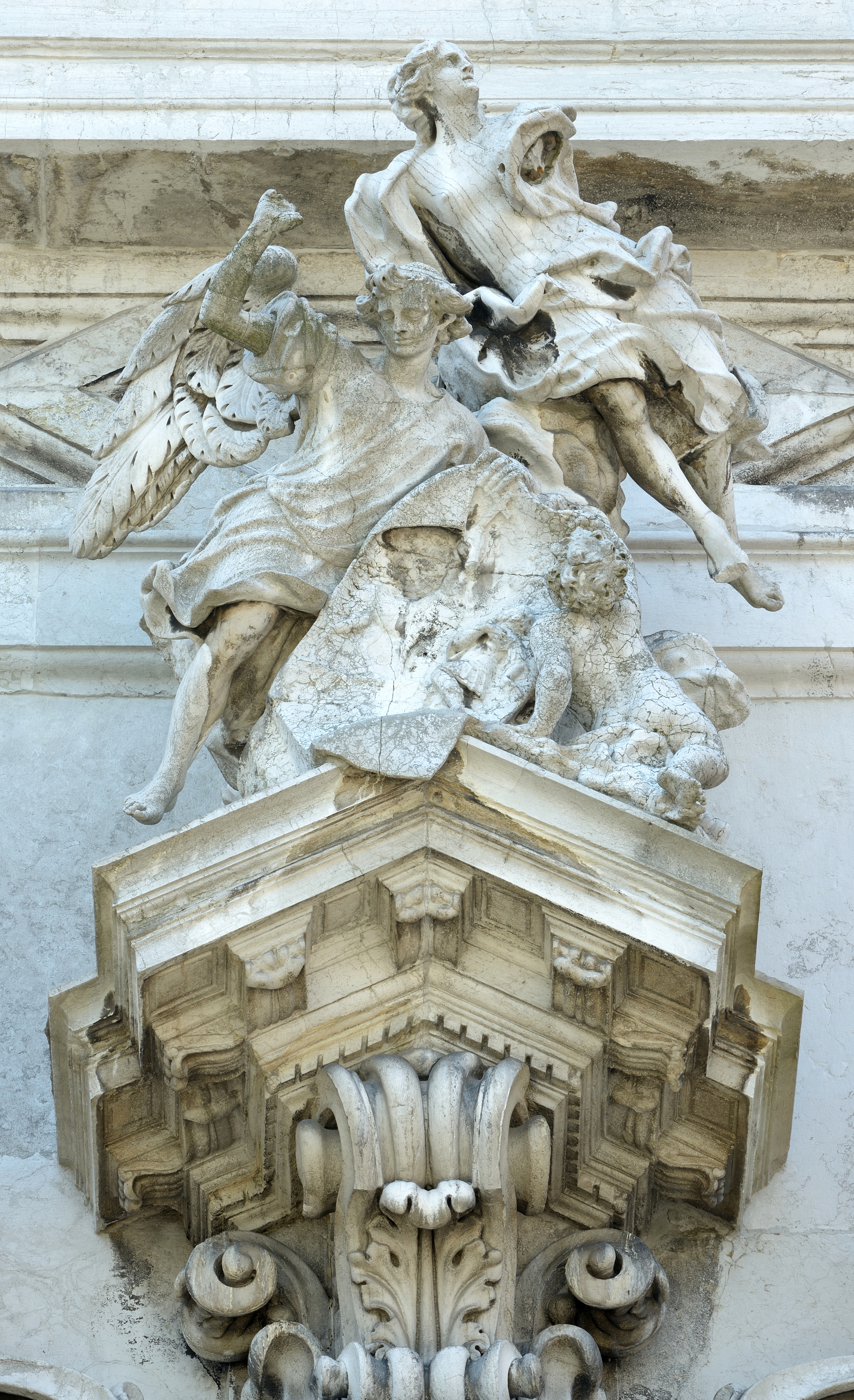
Ángeles de Giuseppe Torretti en la fachada de la iglesia de San Stae en Venecia.
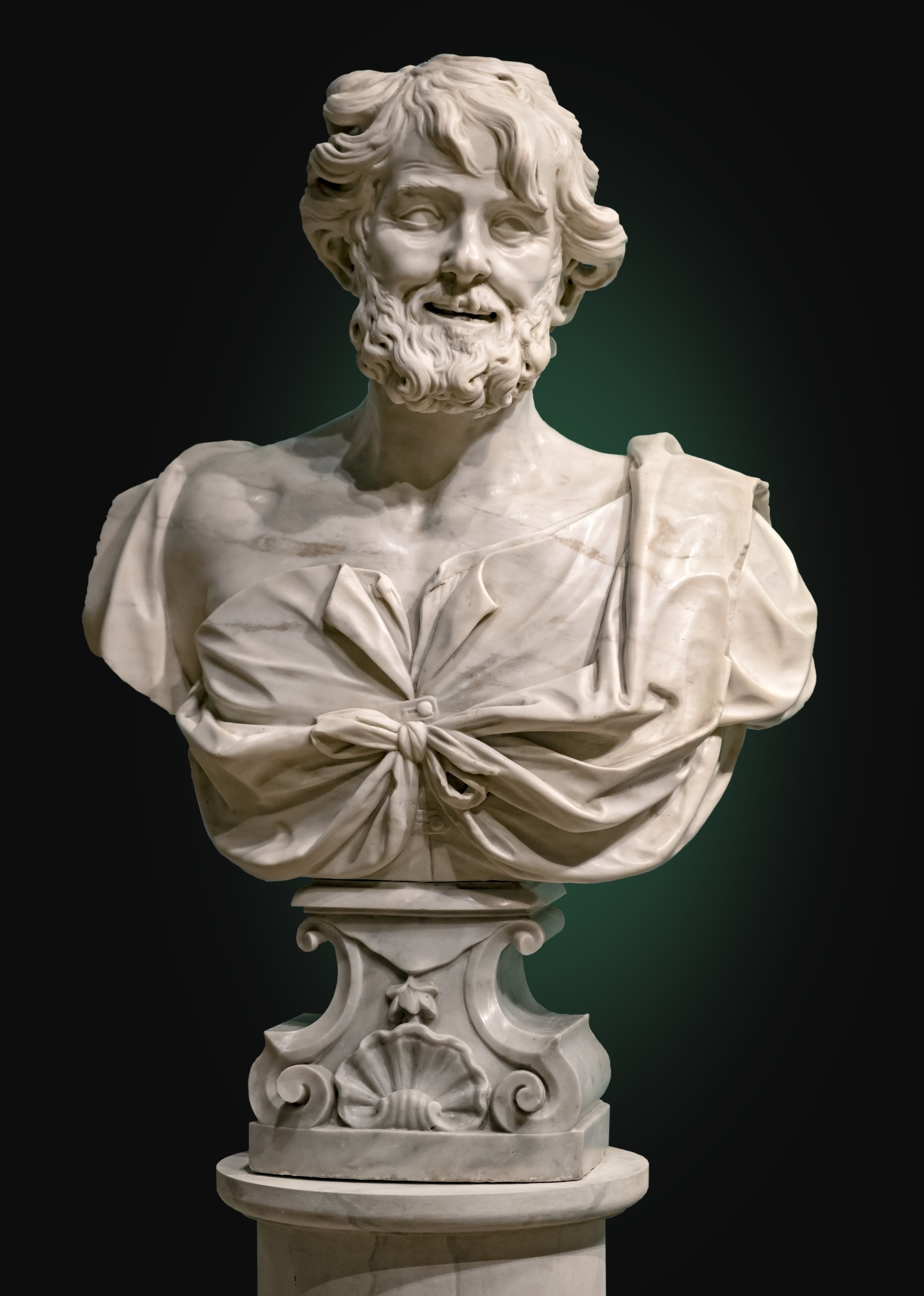
Demócrito por Giuseppe Torretti
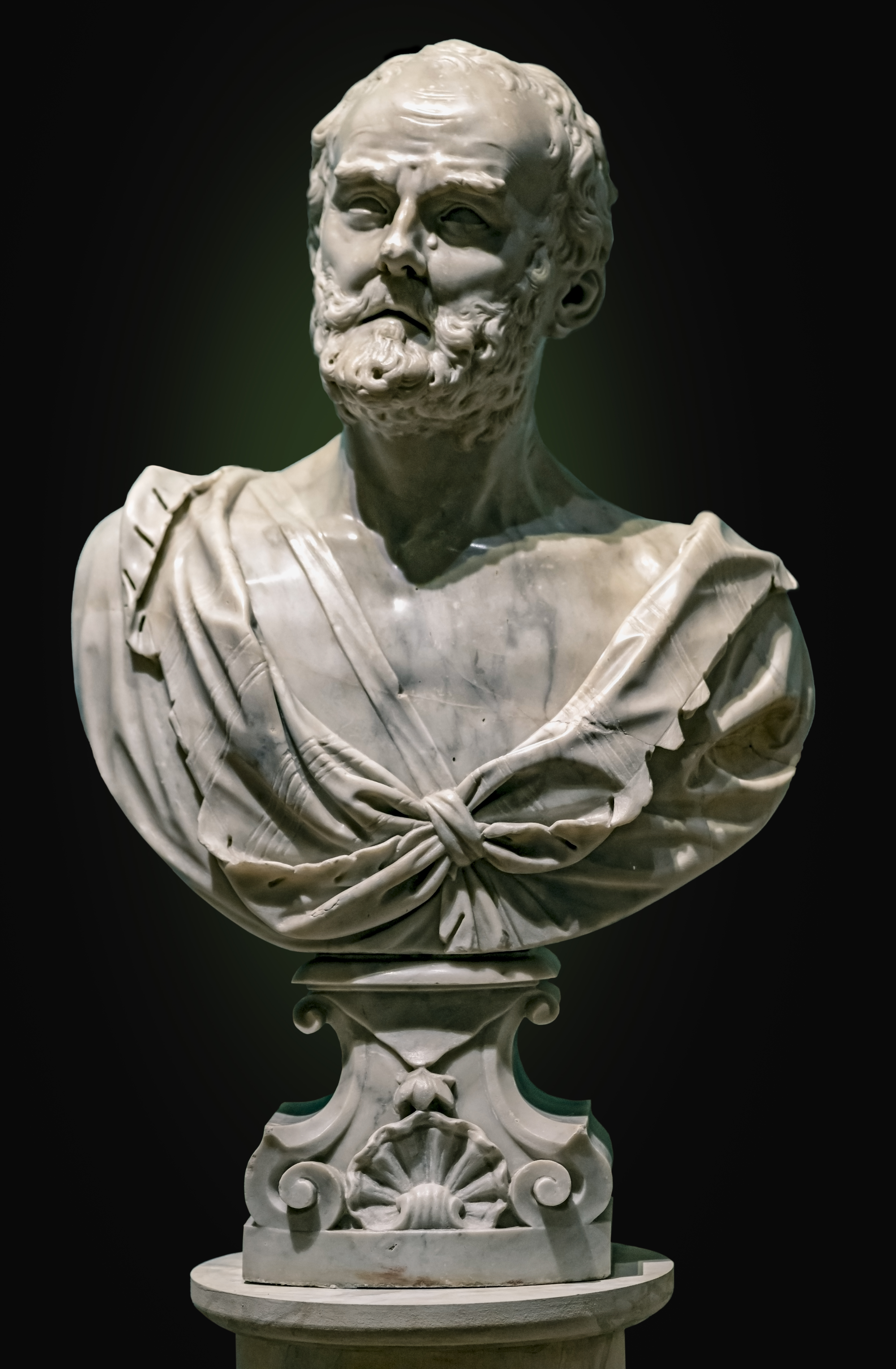
Heráclito de Giuseppe Torretti